# ریتا رپ
ریتا رَپ (انگلیسی: Rita Rapp؛ ۲۵ ژوئن ۱۹۲۸–۱۲ ژوئیهٔ ۱۹۸۹) فیزیولوژیست آمریکایی بود که تیم سامانهٔ غذایی مأموریت آپولو را رهبری می‌کرد. او مدال خدمات استثنایی ناسا، جایزهٔ زنان فدرال از کمیسیون خدمات کشوری ایالات متحده و جایزهٔ دانش‌آموختهٔ برجستهٔ دانشگاه دیتون را کسب کرد. به افتخار او لوحی نیز در مرکز فضایی جانسون قرار گرفته‌است.

## سنین جوانی و تحصیل
رپ در پیکوا، اوهایو به دنیا آمد. او در دبیرستان کاتولیک پیکوا تحصیل کرد و در سال ۱۹۵۰ مدرک کارشناس علوم خود را از دانشگاه دیتون اخذ کرد. او یکی از نخستین زنانی بود که به دانشکده پزشکی دانشگاه سنت لوییس پیوست و در سال ۱۹۵۳ از این دانشکده فارغ‌التحصیل شد. رپ تحصیلات تکمیلی خود را در زمینهٔ تحقیقات و آموزش فیزیولوژی در دانشگاه گیسن به پایان رساند.

## فعالیت حرفه‌ای
رپ در سال ۱۹۵۳ به پایگاه نیروی هوایی رایت-پترسون پیوست و در آنجا در آزمایشگاه‌های هواپزشکی به کار مشغول شد. او تأثیر نیروی گرانش بالا بر بدن انسان را مورد مطالعه قرار داد.
در سال ۱۹۶۰، رپ به کارگروه فضایی پیوست و به کار بر روی تأثیرهای گریز از مرکز مشغول شد. پس از شروع برنامهٔ فضایی آپولو در سال ۱۹۶۶، رپ به تیم سامانه‌های غذایی آپولو پیوست و به بررسی روش‌های انبار کردن غذا در فضا پرداخت. او برای شناسایی روش‌هایی ممکن به‌منظور بسته‌بندی و آماده‌سازی غذای فضایی، به همکاری با شرکت ویرلپول و متخصصان تغذیه پرداخت. او رابط اصلی بین آزمایشگاه تغذیه و فضانوردان بود. او سعی کرد تا آنجا که ممکن است از مواد غذایی موجود در بازار استفاده کند. فضانوردان خواستار گنجاندن کیک کدو تنبل و آجیل در رژیم غذایی خود بودند، اما غذای مورد علاقهٔ آنها سوپ خامه‌ای مرغ بود. کلوچه‌های قندی او مورد توجه ویژهٔ خدمهٔ پروازهای فضایی قرار گرفتند. او وعده‌های غذایی هر فضانورد آپولو را جداگانه تهیه می‌کرد و هرکدام از فضانوردان نیز از ظروف غذاخوری با کد رنگی خاص استفاده می‌کردند.
او در سال ۱۹۶۲ به مرکز فضاپیمای سرنشین‌دار (مرکز فضایی جانسون کنونی) نقل مکان کرد و در سال ۱۹۷۱ به‌خاطر «کمک‌های فوق‌العاده‌اش در برنامه آپولو» موفق به کسب جایزهٔ زن فدرال از کمیسیون خدمات کشوری ایالات متحده شد. او نخستین زن از مرکز فضاپیمای سرنشین‌دار بود که برای این جایزه انتخاب شد؛ جایزه‌ای که بالاترین افتخار دولت فدرال بود. دستاوردهای او فراتر از چارچوب داخلی ناسا به محبوبیت رسید و در بازار مواد غذایی تجاری نیز مورد استفاده قرار گرفت.
زمانی که اسکای‌لب در سال ۱۹۷۳ شروع به کار کرد، رپ رهبری یک تیم ۳۰ نفره را بر عهده گرفت. در طول مأموریت اسکای‌لب، رپ مشخص کرد که فضانوردان باید حدود ۳٬۰۰۰ کالری در روز مصرف کنند. او نخستین زنی بود که در سال ۱۹۷۵ جایزهٔ ایسکر برای همکاران تحقیق و توسعه برای سیستم‌های بسته‌بندی و تغذیه نظامی را به پاس کمک‌هایش در تهیهٔ غذا و تحقیقات در زمینهٔ ظروف غذا دریافت کرد. او در گزارش پروژه آزمایشی آپولو–سایوز ناسا در سال ۱۹۷۷ نیز مشارکت داشت و در سال ۱۹۸۰ برندهٔ جایزهٔ دانش‌آموختهٔ برجستهٔ دانشگاه دیتون شد. او در سال ۱۹۸۱ مدال خدمات استثنایی ناسا را نیز دریافت کرد. او برای حفظ غذاها از دهیدراتاسیون، تثبیت حرارت، تابش و کنترل رطوبت استفاده می‌کرد. رپ در سال ۱۹۸۶ به همراه کونی استدلرخلاصه‌ای از سامانه‌های غذایی شاتل فضایی را منتشر کرد.
رپ در ۱۲ ژوئیهٔ ۱۹۸۹ پس از یک دورهٔ طولانی ابتلا به بیماری درگذشت. او به‌عنوان پیشگام غذای فضایی شناخته می‌شد. مجموعه‌ای از پرونده‌های مرتبط با رپ در کتابخانهٔ پیکوا وجود دارد. زندگی‌نامهٔ او در فیلم کهکشانی برای او: داستان‌های شگفت‌انگیز زنان در فضا اثر لیبی جکسون نوشته شد. لوحی که تعهد رپ به ایمنی، سلامت و آسایش خدمه پرواز ناسا را به رسمیت می‌شناسد، در مرکز فضایی جانسون آویخته شده‌است.